# Sigfrid Leijonhufvud
Carl Erik Sigfrid Leijonhufvud, född 6 september 1939, död 7 maj 2021 i Solna distrikt i Stockholms län, var en svensk friherre, journalist och författare.
Han var ledarskribent i Expressen 1976–1985 och chefredaktör för Nerikes Allehanda 1985–1987. Han var därefter anställd på Svenska Dagbladet i två omgångar, som debattredaktör och skribent för analyser av politik och näringsliv. Som journalist arbetade han även som frilans och på Dagens Nyheter. Han var politiskt sakkunnig för Kristdemokraterna, först i riksdagskansliet 2002–2006, därefter 2006–2010 i Finansdepartementet.
Från 1992 var han gift med juristen professor Madeleine Leijonhufvud (1942–2018). Han avled 2021 i sviterna av covid-19. Makarna Leijonhufvud är begravda på Solna kyrkogård.